# Francis Chichester
Sir Francis Charles Chichester (Barnstaple, 17 settembre 1901 – Plymouth, 26 agosto 1972) è stato un aviatore e navigatore britannico.
Ha meritato il titolo di baronetto navigando intorno al mondo a 65 anni in solitaria per la prima volta nella storia, battendo inoltre anche il record di velocità e fissandolo a 9 mesi e un giorno.

## Biografia
Nato nel Devon, figlio di un pastore anglicano, Francis vive una giovinezza triste e misera. All'età di 6 anni viene spedito in collegio, dal quale non esce fino ad arrivare all'Università, il Marlborough College, che frequenta durante la prima guerra mondiale. A 18 anni emigra in Nuova Zelanda, dove ottiene il brevetto di pilota e intanto, nello spazio di 10 anni, crea una prospera azienda nel settore minerario, del legno e delle costruzioni.
A causa delle enormi perdite subite dopo la Grande depressione, è costretto a ritornare in Inghilterra nel 1929. Oltre a visitare la famiglia, deve ritirare un aereo de Havilland DH.60 Moth, con cui prevede di volare indietro fino alla Nuova Zelanda, battendo il record di trasvolata in solitaria dall'Inghilterra all'Australia, che appartiene a Bert Hinkler. Il record gli sfugge a causa di problemi meccanici, ma compie l'impresa in 41 giorni. Dal momento che l'aereo non ha autonomia sufficiente ad attraversare il Mar di Tasman, decide di montare dei serbatoi supplementari riuscendo così a completare la prima trasvolata dello stesso mare e ad essere il primo pilota ad atterrare sulle isole di Lord Howe e Norfolk. Qui l'aereo subisce dei danni e deve ripararlo con le sue mani e l'aiuto dei pochi isolani.
Durante la trasvolata applica innovativamente metodi marinari alla navigazione aerea, ad esempio seguendo la rotta magnetica senza correzioni poi, raggiunta la distanza stimata, vira controvento per trovare il punto d'arrivo. In questo modo riesce a trovare anche piccole isole nel grande Oceano Pacifico. Per il viaggio dall'Inghilterra alla Nuova Zelanda, riceve il primo Trofeo in memoria di Amy Johnson. A questo punto Chichester decide di circumnavigare il mondo in solitaria. Prende a prestito un paio di galleggianti dalle Forze Aeree neozelandesi e arriva in Giappone senza incidenti. Poi però, partendo dal porto di Katsuura Wakayama, non riesce a evitare dei cavi, precipita e si ferisce seriamente.
Durante la seconda guerra mondiale serve le forze armate di Sua Maestà come esperto di navigazione. Scrive un manuale di navigazione aerea che aiuta i piloti d'aerei monoposto a trovare la rotta sopra l'Europa e poi la via di casa, basata su delle tabelle, ancora in uso oggigiorno, che si possono usare facilmente tenendole sulle ginocchia. Alla fine della guerra decide di restare in Gran Bretagna e acquista dalla Royal Air Force 15.000 mappe che avanzavano allo Stato Maggiore Aereo. Prima le usa per delle strane opere d'arte e puzzle, poi invece ne crea una redditizia ditta per la produzione di mappe e strumenti di geodesia.
Nel 1958 a Chichester viene diagnosticato un carcinoma polmonare. Sheila, la sua futura moglie, lo mette a dieta vegetariana e in certi sensi macrobiotica, e il cancro recede. Il dott. David Lewis sostiene che si trattava di una diagnosi errata e descrive la sua malattia come ascesso polmonare. Nel frattempo gli interessi di Chichester si trasferiscono al mare. Organizza la prima regata transatlantica in solitario nel 1960, e la vince a bordo del Gipsy Moth III. Alla seconda edizione del 1964 arriva secondo. Come i suoi aerei, anche tutte le sue barche si chiameranno Gipsy Moth, che letteralmente significa ‘falena zingara’.
Ma la vera avventura di Chichester arriva grazie al Gipsy Moth IV, una barca che è entrata nella storia. Parte il 27 agosto 1966 da Plymouth e vi ritorna dopo 226 giorni, il 28 maggio 1967, dopo aver compiuto il giro del mondo fermandosi unicamente a Sydney, in Australia, primo uomo ad aver circumnavigato il globo doppiando tutti i grandi capi: Capo Horn, Capo di Buona Speranza e Capo Leeuwin. Lo stesso aveva fatto Joshua Slocum a cavallo del secolo, a onor del vero, pur senza doppiare Capo Horn e passando a nord dell'Australia, impiegando oltre 3 anni.
L'impresa gli merita il titolo di ‘Sir’ e torna a dare alla marineria da diporto inglese un lustro che stava perdendo a favore dei francesi. Per la cerimonia la Regina Elisabetta II usa la spada usata dalla sua illustre omonima diversi secoli prima per nominare cavaliere un altro Francis, il famoso Drake, primo inglese a circumnavigare il globo. Nel 1967 Chichester è celebrato anche con un francobollo da uno scellino, che lo ritrae a bordo della Gipsy Moth IV, raro onore tra i vivi e non di sangue reale.
Nel 1970 Chichester tenta di navigare 4000 miglia in 20 giorni, ma fallisce l'obiettivo di un giorno. In ogni caso riesce a percorrere 1000 miglia in 5 giorni, nel Mar dei Caraibi, dimostrando così che è possibile navigare oltre la soglia delle 200 miglia al giorno, ancor oggi un traguardo di tutto rispetto per le barche da crociera. Solo dopo molti anni di distanza dalla diagnosi muore di tumore polmonare a Plymouth, il 26 agosto 1972. 
Vale la pena ricordare le sue abitudini molto marinaresche e almeno una sua frase, pronunciata mentre carica casse di gin a bordo:

«Ogni sciocco potrebbe fare il giro del mondo a vela, ma ci vuole un marinaio con gli attributi per riuscire a farlo da sbronzi.»

## Il destino di Gipsy Moth IV
Alla morte di Chichester il Gipsy Moth IV viene donato alla città di Londra, che inizialmente sistema l'imbarcazione a Greenwich, sul lungofiume presso il Cutty Sark, senza tuttavia preoccuparsi di prepararla o togliervi i molti effetti personali che il navigatore vi aveva lasciato. Chi ha avuto l'opportunità di visitarla, ha potuto vedere le sue cerate, i libri, molti effetti personali e anche alcune bottiglie di champagne, ma ha dovuto constatare lo stato di degrado e di abbandono dell'imbarcazione. Tale sentimento viene condiviso da molti appassionati e finalmente la barca viene restaurata a fondo e parte nel 2005 per un giro del Mondo organizzato per scopi benefici e formativi.
La barca finisce sul corallo di un atollo del Pacifico, ma la carena di acciaio (risulterebbe che non fosse in acciaio ma in lamellato) resiste; la barca viene nuovamente restaurata e completa la sua circumnavigazione. Gipsy Moth IV torna a Plymouth e approda, accompagnata da una immensa scia di barche al seguito, al West Hoe Pier il 28 maggio del 2007, esattamente 40 anni dopo la sua prima circumnavigazione.